# Supreme
Supreme là một thương hiệu thời trang của Mỹ khởi nguồn từ quần áo và ván trượt. Thương hiệu này được thành lập tại thành phố New York vào tháng 4 năm 1994. Sản phẩm chủ yếu của họ đa phần phục vụ cho giới trẻ với văn hóa skateboarding, hip hop hoặc rock. Ngoài sản xuất các loại quần áo và phụ kiện thời trang thì hãng này ban đầu còn nổi tiếng nhờ sản xuất ván trượt. Hiện nay các dòng sản phẩm của Supreme được bán rộng rãi trên toàn cầu.
Logo của Supreme là có hình hộp màu đỏ đặc trưng mang tính biểu tượng với chữ "Supreme" màu trắng khá đơn giản. Đến nay, thương hiệu này có giá trị hơn 1 tỷ USD, sau khi công ty cổ phần tư nhân The Carlyle Group mua lại 50% cổ phần với giá 500 triệu đô la trong năm 2017.

## Lịch sử
Thương hiệu được thành lập bởi James Jebbia. Mặc dù ông sinh ra ở Hoa Kỳ, ông sống ở Anh cho đến năm 19 tuổi. Cửa hàng Supreme đầu tiên mở cửa trên đường Lafayette ở trung tâm thành phố Manhattan vào năm 1994. Nó được thiết kế với người trượt ván trong tâm trí với một thiết kế độc đáo cho bố cục cửa hàng: bằng cách sắp xếp quần áo xung quanh chu vi cửa hàng, một không gian trung tâm lớn cho phép người trượt băng có ba lô trượt vào cửa hàng và vẫn cảm thấy thoải mái. Năm 2004, một địa điểm thứ hai đã được mở cửa tại North Fairfax Ave ở Los Angeles, California, gần gấp đôi kích thước của thành phố New York ban đầu lưu trữ và có một cái bong bóng trong nhà. Các địa điểm khác bao gồm Paris Opening vào tháng 3 năm 2016, London mở cửa vào tháng 9 năm 2011, Tokyo (Harajuku, Daikanyama và Shibuya), Nagoya, Osaka và Fukuoka. Các vị trí bổ sung cạnh tranh với thiết kế của cửa hàng ban đầu của Lafayette. Supreme cổ phiếu nhãn hiệu quần áo riêng của mình và Vans, Nike SB, Spitfire, Thrasher và Girl Distribution Company.
Vào ngày 3 tháng 10 năm 2017, Supreme tuyên bố rằng một cửa hàng có nhiều ý kiến sẽ mở tại Brooklyn, New York. Nó mở cửa vào ngày 5 tháng 10 năm 2017 và là cửa hàng thứ 11 và gần đây nhất của họ, cũng như cửa hàng thứ hai ở thành phố New York. Vào ngày 06 Tháng 10 2017, Supreme sáng lập Jebbia xác nhận rằng nhãn trượt băng nghệ thuật-inflected đã bán cổ phần đáng kể trong công ty khoảng 50% (khoảng 500 triệu $) để công ty cổ phần tư nhân Carlyle Group.

## Hợp tác
Supreme hợp tác với các thương hiệu như tác phẩm Cascorva, Nike, Air Jordan, Vans, Clarks, The North Face, Hanes, Playboy, Levi, Timberland, Comme des Garçons, Stone Island, White Castle, và Hysteric Glamour. Vào ngày 18 tháng 1 năm 2017 công ty thời trang cao cấp Louis Vuitton tổ chức một show thời trang nơi hợp tác giữa hai nhãn hiệu đã được xác nhận. Các cửa hàng pop-up có sự hợp tác đã được mở cửa vào ngày 30 tháng 6 năm 2017 tại Sydney, Seoul, Tokyo, Paris, London, Miami và Los Angeles. Đề xuất của Louis Vuitton về một cửa hàng pop-up ở thành phố New York đã bị Ủy ban Cộng đồng số 2 của Manhattan phủ nhận sau khi các cư dân bày tỏ "sự phẫn nộ rằng sự kiện như vậy đang được đề xuất cho [Bond Street]". Năm 2017, The Dapifer báo cáo rằng Lacoste đã hợp tác với Supreme trong bộ sưu tập viên nang của giới hạn.
Supreme đã phát hành ván trượt với các tác phẩm nghệ thuật của Harmony Korine, Rammellzee, Ryan McGinness, KAWS, Larry Clark, Jeff Koons, Richard Prince, Christopher Wool, Nate Lowman, Damien Hirst và John Baldessari. Ngoài ra, họ đã cộng tác với các nhiếp ảnh gia, nghệ sĩ và nhà thiết kế khác như David Lynch, Robert Crumb, Marilyn Minter, Takashi Murakami, Daniel Johnston, Peter Saville, Futura 2000, Bad Brains, HR Giger, Mark Gonzales, MC Esher và Dash Snow.
Vào năm 2017, Supreme đã yêu cầu các nhà tạo hình vòng tròn một nhóm các nhà sản xuất cây trồng từ Vương quốc Anh được thành lập bởi nghệ sĩ John Lundberg để tạo ra một vòng hoa lớn của biểu trưng hộp cao cấp tại một địa điểm bí mật ở California. Vòng tròn cây trồng có thể được nhìn thấy trong bộ phim ngắn sản xuất bởi Supreme được gọi là Crop Fields.

## Văn hoá đại chúng
Nhiếp ảnh gia thời trang Terry Richardson đã sản xuất một số bức ảnh đáng chú ý nhất của thương hiệu, bao gồm Michael Jordan, Kermit the Frog, Thirty Six Mafia, Lou Reed, Lady Gaga, Neil Young, Gucci Mane, Nas và Morrissey. Kenneth Cappello đã thực hiện một số hình ảnh đáng chú ý nhất của Supreme như Mike Tyson, Dipset, Michael Jackson, và Raekwon.
Người nổi tiếng đã mặc quần áo tối cao ở nơi công cộng bao gồm các thành viên của nhóm Odd Future, Odell Beckham Jr, Justin Bieber, BTS 'Suga s, và EXO 's Baekhyun.

## Tố tụng
Khi Samsung tiết lộ hãng này đang hợp tác với thương hiệu Supreme đình đám của Mỹ vào cuối năm 2018. Thông báo được đưa ra trong buổi ra mắt điện thoại thông minh Galaxy A8s của Samsung Trung Quốc tại Bắc Kinh. Khi đó, logo của gã khổng lồ công nghệ Hàn Quốc và thương hiệu Supreme của Mỹ bất ngờ được chiếu trên một màn hình khổng lồ. Tuy nhiên, khi cái tên Supreme Italia được sử dụng lại khiến mọi người hoài nghi về sự hợp tác này.
Ngay sau đó, trụ sở Supreme tại Mỹ đã nhanh chóng tố cáo Supreme Italia là thương hiệu nhái. Sau khi sự việc xảy ra, Samsung Trung Quốc đã tuyên bố chấm dứt sự hợp tác này. Mặc dù vậy, Supreme Italia vẫn phủ nhận là một thương hiệu giả mạo, đồng thời tiếp tục công bố kế hoạch mở rộng sang Trung Quốc và nhiều quốc gia khác.
Supreme không phải thương hiệu duy nhất bị nhái. Năm 2017 Kith, Thrasher, Vetements và Palace, các nhãn hiệu danh tiếng này đều xuất hiện "hàng nhái hợp pháp. Ở Ý, hàng giả hợp pháp phổ biến đến mức về cơ bản chúng được coi là... bản gốc!
Tuy nhiên, trường hợp của Supreme Italia phức tạp hơn, dẫn đến một cuộc chiến toàn cầu giữa Supreme và Supreme Itaila. Các luật sư thương hiệu gọi trường này là "giả mạo hợp pháp". Theo Alessandro Balduzzi, bình luận, khái niệm này là một vấn đề tương đối mới trên toàn ngành thời trang nói riêng và các lĩnh vực khác nói chung.
Thuật ngữ này mô tả khi một doanh nghiệp đăng ký một thương hiệu ở một quốc gia nhất định trước khi thương hiệu ban đầu có thể làm như vậy. Từ đó, họ có thể bán các sản phẩm gần như giống hệt nhau bằng cách sử dụng chiến lược tiếp thị cũng gần như giống hệt chiến lược được sử dụng bởi thương hiệu gốc.
"Không giống như ở Mỹ và hầu hết các quốc gia khác, việc sử hữu thương hiệu được tính bằng cách là người đầu tiên nộp đơn xin bản quyền thương hiệu. Nói cách khác, nếu bạn đủ nhanh để đăng ký nhãn hiệu trước bất kỳ ai khác, nhãn hiệu đó là của bạn. Các yếu tố về xâm phạm quyền thương hiệu với các nhãn hiệu nước ngoài không được tính đến", ông Balduzzi nói.
Chuyên gia này phân tích thêm, các nhãn hiệu khi tấn công ra toàn cầu thường chỉ tập trung vào các thị trường lớn, trong khi tại những quốc gia đang phát triển với thị trường nhỏ lẻ và e ngại hệ thống luật pháp về sở hữu trí tuệ tương đối lỏng lẻo, họ không chú ý và dễ dàng bỏ qua. Điều này đã tạo cơ hội để việc "giả mạo hợp pháp" phát triển nhanh chóng.
Do đó, kể từ khi thành lập vào cuối năm 2015, IBM đã nhanh chóng và lặng lẽ đăng ký tên và logo Supreme ở nhiều quốc gia nơi Supreme Mỹ không đăng ký bản quyền thương hiệu.Chiến lược tạo ra sự khan hiếm mang lại cho Supreme lượng lớn khách hàng nhưng điều đó đã tạo cơ hội cho các thị trường khác sở hữu một "Supreme" riêng tại đất nước họ.
Tuy nhiên, cách làm này đã vi phạm Công ước Paris, một trong những hiệp ước sở hữu trí tuệ đầu tiên được ký kết để bảo vệ "các nhãn hiệu nổi tiếng" ở 177 quốc gia ngay cả khi không có sự hiện diện của nhãn hiệu tại thị trường.
Mặt khác, tên gọi Supreme cũng mang lại cho nhãn hiệu này nhiều rắc rối. Trên thực tế, vào năm 2009, người sáng lập Supreme Jebbia đã nói với tạp chí Interview rằng "Supreme là một cái tên hay, nhưng là một cái tên khó để đăng ký thương hiệu". Chapter 4, công ty kinh doanh Supreme đã không thể đăng ký thành công nhãn hiệu này tại Mỹ cho đến năm 2012.
Văn phòng Sở hữu Trí tuệ Liên minh Châu Âu (EUIPO) đã từng kiểm tra các tài liệu đăng ký bản quyền thương hiệu của Supreme và cho rằng Supreme là một thuật ngữ thiếu tính khác biệt và không đủ điều kiện để bảo vệ nhãn hiệu. Tuyên bố này của EUIPO là một bất lợi cho Supreme khi các công ty khác có thể tận dụng tên gọi này vào các sản phẩm của họ, gây hiểu nhầm cho người tiêu dùng trên thế giới.

## Giải thưởng
- Council of Fashion Designers of America's Menswear Designer of the Year Award (2018).[6]